# Sant Vicenç de Maià de Montcal
Sant Vicenç és una església parroquial del poble de Maià de Montcal. Fou restaurada el 1978 coincidint amb el mil·lenari de la primera cita documental del temple. La construcció que ha arribat fins als nostres dies és, però, romànica, del segle xii.

## Arquitectura
El temple és d'una sola nau amb volta de canó apuntada i capcer semicircular. Una cornisa, que ressegueix tot l'edifici, marca l'alçada de l'església avanç del seu realçament. A ponent i damunt la porta principal hi ha un campanar que no és de la construcció original sinó que es va fer en la fase d'ampliació aprofitant una part de l'espadanya original; és de secció quadrada amb teulat a quatre vessants i obertures d'arc de mig punt per les campanes.
El perímetre de l'absis és recorregut per un fris sustentat per cinc mènsules esculturades que representen: un cap d'home, una gran fulla amb els nervis molt marcats, fulles d'acant, un home portant quelcom a les espatlles i un àngel amb les ales esteses.
La porta al mur de ponent i formada per arcs en degradació, llum rectangular, llinda i timpà llis, tot protegit per un guardapols semicircular. La porta guarda el forrellat fet de ferro forjat que probablement és coetani a la construcció del temple. Els dos batents de la porta estan recoberts completament per planxes de ferro subjectats i reforçats per claus; al centre es troba el passador que té l'extrem amb forma de cap de serp i les anelles que l'aguanten estan decorades amb motius de cercles.

## Història
L'església de "Sancti Vicencii in villa Maliano" s'esmenta l'any 978, en la donació feta pel comte Miró Bonfill al monestir de Sant Pere de Besalú. El topònim del lloc, al llarg del segle xi, ve documentat com a "Maliano" (1011) o "Malano" (1027), però de l'església no torna a haver-hi referències fins al 1175, citada com a "Sancti Vicencio de Maiano" en el testament d'Hug, vescomte de Bas, el qual llegà deu sous a l'esmentada parròquia. El 1362 surt com a "Santi Vicenccii de Mayano", denominació que apareix ja igualment escrita en la centúria anterior.
Les visites parroquials dels anys 1851 i 1858 fan constar el bon estat de la parròquia, això reflecteix l'ús constant que s'ha fet d'ella.